# Josep Capdeferro i Maureta
Josep Capdeferro i Maureta (Bordils, 20 de desembre de 1940) és un empresari i polític català.
Ha treballat com a aparellador i ha estat president del Gremi de Promotors de Girona. Posteriorment ha estat president de la Federació Catalana de Promotors Constructors d'Obres i actualment és president de la Cambra de la Propietat Urbana de Girona. El 1982 fou membre de la Comissió Provincial d'Urbanisme de Girona. Fou elegit diputat per Convergència i Unió a les eleccions al Parlament de Catalunya de 1992, on ha estat membre de les Comissions de Política Territorial i de la Sindicatura de Comptes. Amo de l'empresa Capdeferro Constructors SA.

## Obres
- Dossier. Els centres històrics o la rehabilitació de l'arquitectura anònima. Rehabilitar, un repte per als constructors (1985) publicat a Revista de Girona.